# Drzewce (województwo łódzkie)
Drzewce – wieś w Polsce położona w województwie łódzkim, w powiecie skierniewickim, w gminie Lipce Reymontowskie.
Jednostka OSP w Drzewcach została mistrzem Polski w zawodach sportowo-pożarniczych w latach 2003 i 2007.
Wieś arcybiskupstwa gnieźnieńskiego w ziemi rawskiej województwa rawskiego w 1792 roku. 

## Historia
W latach 1975–1998 miejscowość administracyjnie należała do województwa skierniewickiego.